# Kosta flygbas
Kosta flygbas (IATA: -, ICAO: ESFQ) är en före detta militär flygbas, belägen cirka 3 kilometer öster om Kosta i Kronobergs län i Småland.

## Historik
Flygfältet och ett antal omkringliggande anläggningar anlades i början av 1960-talet, enligt Flygvapnets Bas 60-system. Utbyggnad till Bas 90 var planerad, men genomfördes aldrig. Rakt igenom huvudbanan löper landsvägen mellan Kosta samhälle och Kosta skjutfält. Flygbasen har under åren tillhört flera olika flygflottiljer, senast Blekinge flygflottilj (F 17). På basen var till vardags några officerare och några värnpliktiga förlagda, den så kallade bastroppen.
Basen används för närvarande av Försvarsmakten för utbildningsverksamhet. Hemvärnet använder landningsbanan för flygverksamhet, trots det är underhållet eftersatt. Basen är fortfarande skyddsobjekt, varför tillträdesförbud råder.